# Ambachtshuis Venlo
Het voormalige Ambachtshuis is een monumentaal pand in de binnenstad van de Nederlandse plaats Venlo.

## Geschiedenis
In de periode 1850-1940 werd het pand gebouwd.
In 1985 besloot de gemeente het pand aan te merken als gemeentelijk monument.
In de 21e eeuw is er een kledingwinkel in het pand gevestigd.

## Bouwwerk
Het gebouw is opgetrokken in neoclassicistische stijl. De symmetrische voorgevel is gepleisterd en heeft het uiterlijk van imitatite-natuursteen. Op de eerste etage zijn de ramen aan de buitenzijde voorzien van imitatie-pilaren en kapitelen.